# Sveafallen
Sveafallen är ett naturreservat i Degerfors kommun, söder om tätorten Degerfors nära Degerfors järnverk.

## Geografi

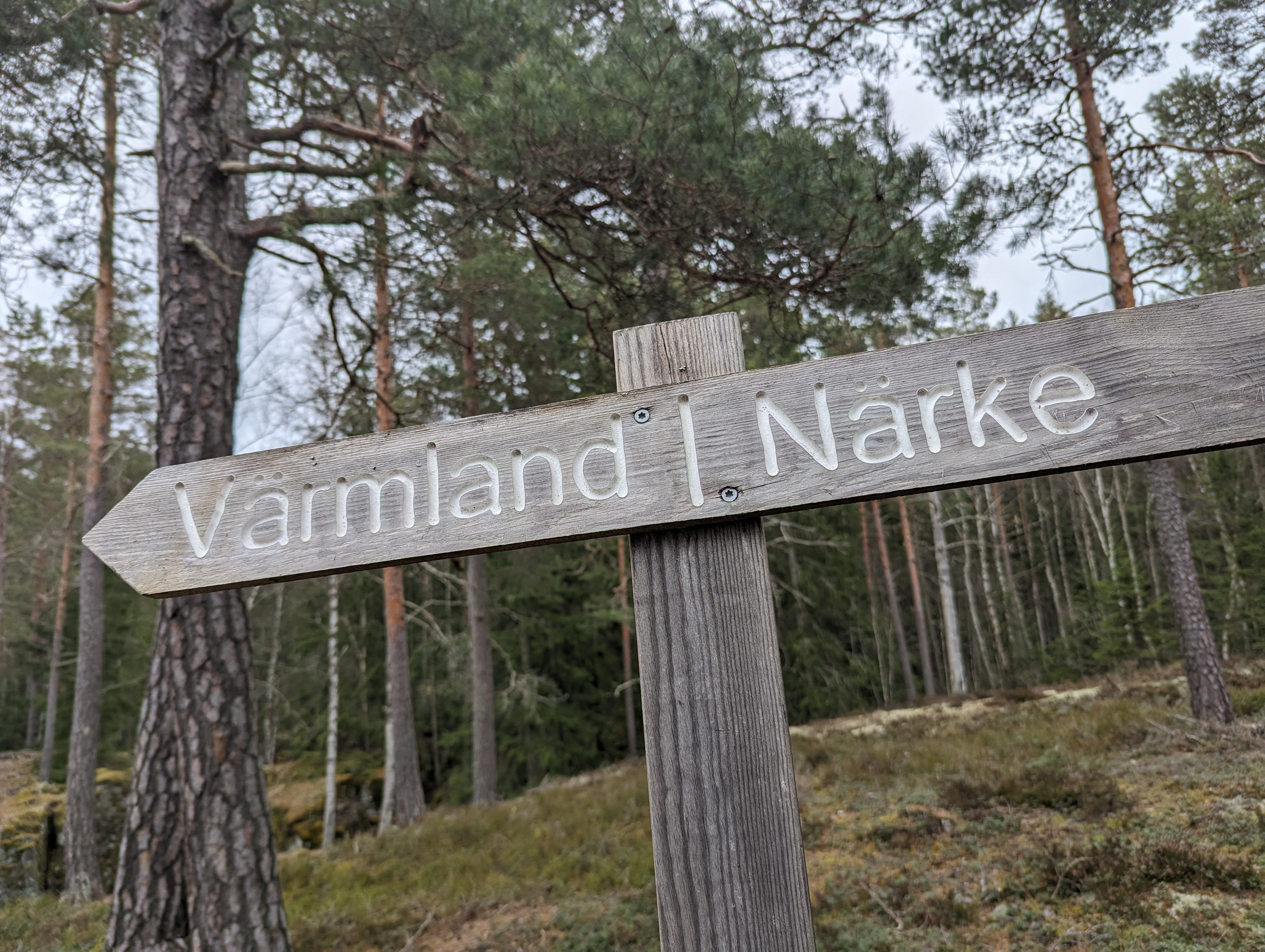
Landskapsgräns för Värmland och Närke.

Naturreservatet är beläget på gränsen mellan Närke och Värmland, huvudsakligen inom Närke. Det är av främst geologisk betydelse – bland annat finns många jättegrytor i området. Tidigare trodde man att Ancylussjön hade sitt utlopp i Västerhavet via Svea älv på denna plats, men det har visat sig felaktigt eftersom man har hittat sediment som är äldre än Ancylussjön i området. De första forskarna som studerade området menade att det skulle ha funnits stora vattenfall där, men senare forskning har visat att höjdskillnaderna inte var så stora som man tidigare hade trott.

## Kultur
Sveafallen är lättillgängligt för besökare; det ansluter till kulturcentrumet Berget i norr.
Inspelningarna till serien Ronja Rövardotter från 2024 skedde delvis i Sveafallen samt i Ugglehöjdens naturreservat utanför Degerfors.